# Pedro Millet
Pedro Lluís Millet Soler (ur. 27 maja 1952 w Barcelonie) – hiszpański żeglarz sportowy, srebrny medalista olimpijski z Montrealu.
Zawody w 1976 były jego jedynymi igrzyskami olimpijskimi. 2. miejsce zajął w klasie 470. Partnerował mu Toño Gorostegui.